# Cap des Ticòs
El Cap des Ticòs és una muntanya de 2.015 metres que es troba al municipi de Naut Aran, a la comarca de la Vall d'Aran.